# Новая Сосновка (Казань)
Новая Сосновка (тат. Яңа Наратлык, Yaña Naratlıq) — посёлок в Советском районе Казани.

## Расположение
Посёлок расположен на севере района и вытянут вдоль реки Киндерка. Северо-западнее находятся Дербышки, юго-западнее — Нагорный, южнее — Аки, юго-западнее — СНТ «Горняк» (б. треста «Промстройматериалы»), северо-западнее — Киндери.

## История
Официально основан в 1961 году.
Находился в составе Высокогорского (1961–1963, 1965–1998) и Пестречинского (1963–1965) районов Татарской АССР (Республики Татарстан). На низшем административном уровне входил в Высокогорский сельсовет. В 1998 году Новая Сосновка присоединена к Советскому району Казани.

## Улицы
- Гагарина
- Заречная
- Заречный переулок
- Мадлен
- Набережная
- Пионерская
- Продольная
- Окружная
- Раздольная
- Степная (часть)
- Утренняя
- Шоссейная

## Транспорт
Через посёлок ходит автобусный маршрут № 9, останавливаясь на остановках «Раздольная», «Шоссейная», «Дорожная», «Родник», «Сосновка». Первым в посёлок стал ходить автобус № 16 («Дербышки — Аки») не позднее начала 1960-х годов.

## Примечательные объекты
- Мечеть «Бистә Нуры Габделгалләм».[11]